# اف.جی. رابینسون
اف. جی. رابینسون (انگلیسی: F. J. Robinson, 1st Viscount Goderich; ۱ نوامبر ۱۷۸۲ – ۲۸ ژانویهٔ ۱۸۵۹) سیاست‌مدار و نخست وزیر اهل بریتانیا بوده است. وی از آگوست ۱۸۲۷ تا ژانویه ۱۸۲۸ نخست وزیر بوده.
وی همچنین برندهٔ جوایزی همچون همکار انجمن سلطنتی شده‌است.